# Roberto Gori
Roberto Gori (Piombino, 19 giugno 1938 – Occhieppo Inferiore, 21 maggio 2024) è stato un calciatore e allenatore di calcio italiano, di ruolo portiere.

## Carriera
Disputò 3 stagioni in Serie A nella Lazio, come portiere di rincalzo (11 presenze complessive) del titolare Idilio Cei. Collezionò inoltre 104 presenze in Serie B, tutte con la maglia del Livorno.
Si rese particolarmente memorabile dai tifosi blucerchiati per l'intervento sospetto su Ermanno Cristin, nella sfida Lazio-Sampdoria del Flaminio dell'8 maggio 1966, non ritenuto tuttavia falloso dall'arbitro Bernardis. La mancata concessione del calcio di rigore fu determinante per la prima retrocessione in B nella storia dei genovesi.